# Aphelandra straminea
Aphelandra straminea är en akantusväxtart som beskrevs av Emery Clarence Leonard. Aphelandra straminea ingår i släktet Aphelandra och familjen akantusväxter. Inga underarter finns listade i Catalogue of Life.